# Diocesi di Torre di Tamalleno
La diocesi di Torre di Tamalleno (in latino Dioecesis Turretamallensis) è una sede soppressa e sede titolare della Chiesa cattolica.

## Storia
Torre di Tamalleno, identificabile con le rovine di Oum-Es-Somâa nell'odierna Tunisia, è un'antica sede episcopale della provincia romana di Bizacena.
Sono quattro i vescovi noti di quest'antica diocesi africana. Il primo vescovo è Gaudenzio, che prese parte nel 345/348 al concilio cartaginese convocato da Grato di Cartagine. Alla conferenza di Cartagine del 411, che vide riuniti assieme i vescovi cattolici e donatisti dell'Africa romana, presero parte il cattolico Sabrazio e il donatista Iurata. Pentasio sottoscrisse la lettera sinodale dei vescovi della Bizacena riuniti in concilio nel 646 per condannare il monotelismo e indirizzata all'imperatore Costante II. A questa diocesi Mesnage assegna anche il vescovo Habetdeum (484), che tuttavia appartiene alla diocesi di Tamalluma.
Dal 1933 Torre di Tamalleno è annoverata tra le sedi vescovili titolari della Chiesa cattolica; la sede è vacante dal 21 dicembre 2024.

## Cronotassi

### Vescovi
- Gaudenzio † (menzionato nel 345/348)
- Sabrazio † (menzionato nel 411)
  - Jurata † (menzionato nel 411) (vescovo donatista)
- Pentasio † (menzionato nel 646)

### Vescovi titolari
- Thomas Keogh † (25 settembre 1967 - 22 maggio 1969 deceduto)
- Francis John Dunn † (1º giugno 1969 - 17 novembre 1989 deceduto)
- Alphonse Liguori Chaupa † (24 giugno 2000 - 4 luglio 2003 nominato vescovo di Kimbe)
- Paul Ponen Kubi, C.S.C. (24 dicembre 2003 - 15 luglio 2006 nominato vescovo di Mymensingh)
- Damián Santiago Bitar (4 ottobre 2008 - 26 ottobre 2010 nominato vescovo di Oberá)
- Linus Lee Seong-hyo (7 febbraio 2011 - 21 dicembre 2024 nominato vescovo di Masan)